# Finał Pucharu Polski w piłce nożnej 2016
Finał Pucharu Polski w piłce nożnej 2016 – mecz piłkarski kończący rozgrywki Pucharu Polski 2015/2016 oraz mający na celu wyłonienie triumfatora tych rozgrywek, który został rozegrany 2 maja 2016 roku na Stadionie Narodowym w Warszawie, pomiędzy Lechem Poznań a Legią Warszawa. Trofeum po raz 18. wywalczyła Legia Warszawa.

## Droga do finału
| Legia Warszawa | Legia Warszawa     | Legia Warszawa | Runda       | GKS Katowice | GKS Katowice          | GKS Katowice |
| Data           | Przeciwnik         | Wynik          | Runda       | Data         | Przeciwnik            | Wynik        |
| -------------- | ------------------ | -------------- | ----------- | ------------ | --------------------- | ------------ |
| 11.08.2015     | Olimpia Grudziądz  | 2:0            | 1/16 finału | 12.08.2015   | Górnik Łęczna         | 2:0          |
| 23.09.2015     | Ruch Chorzów       | 1:0            | 1/8 finału  | 24.09.2015   | Lechia Gdańsk         | 4:1          |
| 28.10.2015     | Zagłębie Lubin     | 1:0            | Ćwierćfinał | 28.10.2015   | Chojniczanka Chojnice | 2:1          |
| 19.11.2015     | Zagłębie Lubin     | 1:0            | Ćwierćfinał | 18.11.2015   | Chojniczanka Chojnice | 4:1          |
| 15.03.2016     | Zagłębie Sosnowiec | 1:0            | Półfinał    | 16.03.2016   | Zawisza Bydgoszcz     | 4:0          |
| 05.04.2016     | Zagłębie Sosnowiec | 1:1            | Półfinał    | 06.04.2016   | Zawisza Bydgoszcz     | 2:1          |

## Tło
W finale rozgrywek spotkali się jego faworyci: Legia Warszawa (lider ekstraklasy 2015/2016) oraz Lech Poznań, który zajmował wówczas miejsce w środku tabeli, w związku z czym triumf był jedyną szansą na zapewnienie udziału w Lidze Europy 2016/2017. Oba kluby spotkały się w finale rozgrywek po raz drugi z rzędu oraz po raz szósty w historii.

## Mecz

### Przebieg meczu

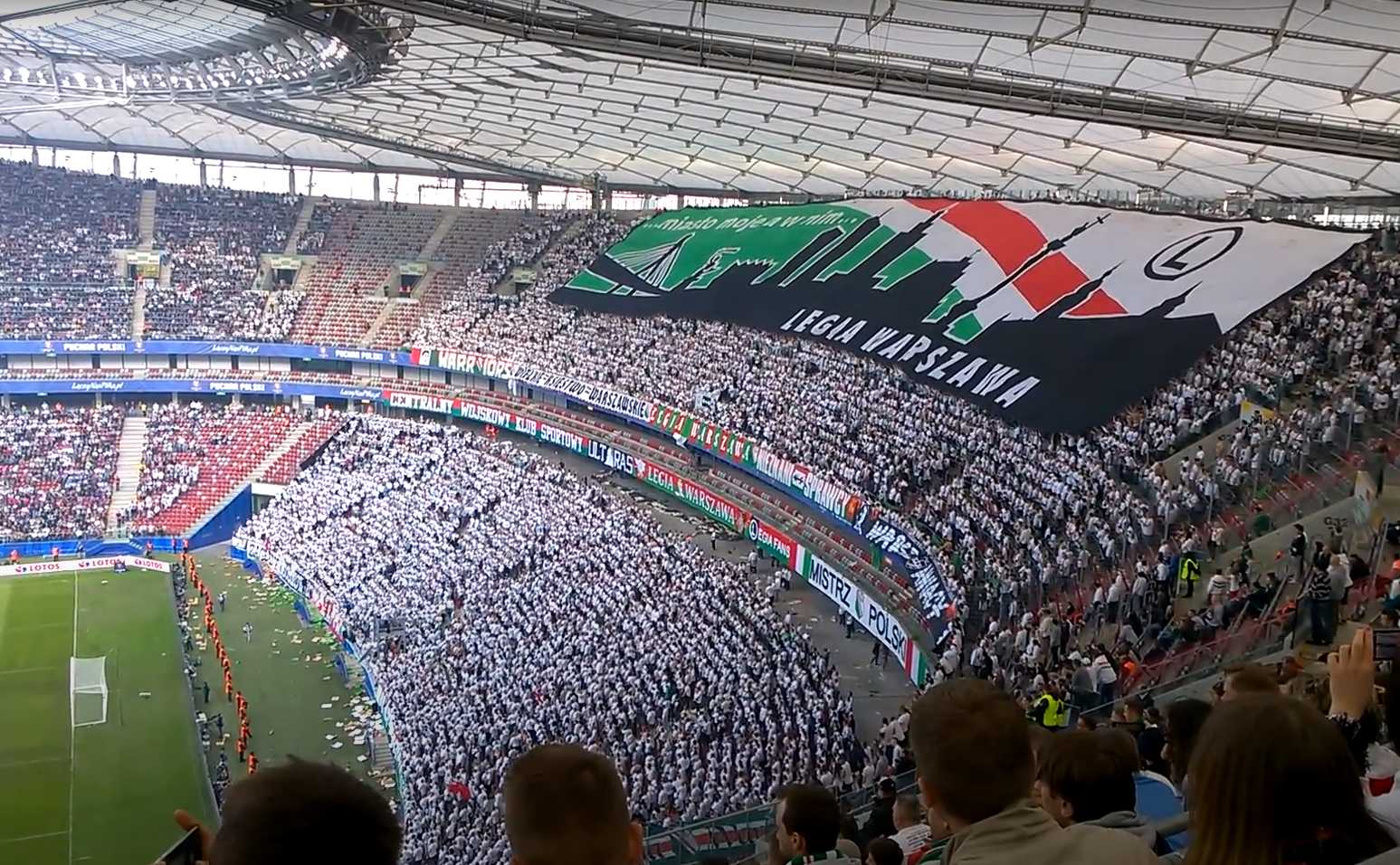
Kibice Legii Warszawa podczas meczu.

Już od samego początku emocje były zarówno na boisku, jak i na trybunach. Już w 5. minucie zawodnik drużyny Kolejorza, Szymon Pawłowski, jednak trafił w słupek, a chwilę później strzałem z dystansu odpowiedział zawodnik drużyny przeciwnej, Nemanja Nikolić, jednak efektowną paradą popisał się bramkarz Jasmin Burić.
W 14. minucie dogodną okazję dla Lecha Poznań zmarnował Gergő Lovrencsics, a chwilę później po wykonaniu z rzutu rożnego szansę zmarnował Tomasz Kędziora. Potem końca pierwszej połowy żadna z drużyn nie stworzyła idealnej okazji do zdobycia, tym samym pierwsza połowa zakończyła się bezbramkowym wynikiem.
Po wznowieniu meczu Gergő Lovrencsics po dośrodkowaniu z prawej strony miał okazję zdobyć gola, jednak na posterunku stał bramkarz drużyny Wojskowych, Arkadiusz Malarz. W 69. minucie po rzucie rożnym piłka trafiła w posiadanie Aleksandara Prijovića, który z bliskiej odległości w akrobatyczny sposób zdobył gola na wagę triumfu drużyny Wojskowych. Drużyna Kolejorza próbował odpowiedzieć przeciwnikowi, jednak drużyna Wojskowych kontrolowała grę, a mecz został przedłużony o 12 minut z powodu rzucania rac przez kibiców z trybun.

### Szczegóły meczu
| 2 maja 2016 16:00 UTC+2 | Lech Poznań | 0:10:0Raport | Legia Warszawa · 69' Prijović | Stadion Narodowy, Warszawa Widzów: 48 563 Sędzia: Szymon Marciniak (Płock) |
|                         |             |              |                               |                                                                            |

| Lech Poznań: |    |                      |     |       |
|              |    |                      |     |       |
| BR           | 1  | Jasmin Burić         |     |       |
| OB           | 4  | Tomasz Kędziora      |     |       |
| OB           | 23 | Paulus Arajuuri      |     |       |
| OB           | 35 | Marcin Kamiński      |     |       |
| OB           | 5  | Tamás Kádár          |     |       |
| PO           | 11 | Gergő Lovrencsics    |     | 90+1' |
| PO           | 6  | Łukasz Trałka        | 58' | 79'   |
| PO           | 55 | Abdul Aziz Tetteh    |     |       |
| PO           | 7  | Karol Linetty        |     |       |
| PO           | 8  | Szymon Pawłowski     | 43' |       |
| NA           | 24 | Dawid Kownacki       |     | 87'   |
| Rezerwowi:   |    |                      |     |       |
| BR           | 27 | Krzysztof Kotorowski |     |       |
| OB           | 3  | Vladimir Volkov      |     |       |
| OB           | 21 | Kebba Ceesay         |     |       |
| OB           | 26 | Maciej Wilusz        |     |       |
| PO           | 10 | Darko Jevtić         |     | 87'   |
| PO           | 14 | Maciej Gajos         |     | 79'   |
| PO           | 29 | Kamil Jóźwiak        |     | 90+1' |
| Trener:      |    |                      |     |       |
| Jan Urban    |    |                      |     |       |

| Legia Warszawa:      |    |                     |        |     |
|                      |    |                     |        |     |
| BR                   | 1  | Arkadiusz Malarz    |        |     |
| OB                   | 5  | Artur Jędrzejczyk   |        |     |
| OB                   | 4  | Igor Lewczuk        |        |     |
| OB                   | 2  | Michał Pazdan       | 90+3'  |     |
| OB                   | 14 | Adam Hloušek        |        |     |
| PO                   | 8  | Ondrej Duda         |        | 67' |
| PO                   | 3  | Tomasz Jodłowiec    |        |     |
| PO                   | 7  | Ariel Borysiuk      |        |     |
| NA                   | 11 | Nemanja Nikolić     |        | 83' |
| NA                   | 18 | Michał Kucharczyk   |        |     |
| NA                   | 99 | Aleksandar Prijović | 40'    | 90' |
| Rezerwowi:           |    |                     |        |     |
| BR                   | 33 | Radosław Cierzniak  |        |     |
| OB                   | 17 | Tomasz Brzyski      |        |     |
| OB                   | 19 | Bartosz Bereszyński |        |     |
| OB                   | 77 | Michaił Aleksandrow |        | 83' |
| PO                   | 6  | Guilherme           | 90+11' | 67' |
| PO                   | 22 | Kasper Hämäläinen   |        | 90' |
| PO                   | 23 | Stojan Vranješ      |        |     |
| Trener:              |    |                     |        |     |
| Stanisław Czerczesow |    |                     |        |     |

| Puchar Polski w piłce nożnej 2015/2016 Zwycięzcy |
| ------------------------------------------------ |
| Legia Warszawa 18. Tytuł                         |

## Po meczu
Triumfatorem rozgrywek została Legia Warszawa, która była pierwszym triumfem na 100-lecie klubu, a niedługo później zdobyła mistrzostwo Polski, zdobywając tym samym dublet.